# 陳五福
陳五福（1918年12月20日—1997年11月8日），臺灣宜蘭縣羅東鎮人，眼科醫師。致力從事慈善，如免費治療窮苦病患以及創立技藝所幫助盲人學習技能，又被稱為「台灣史懷哲」。

## 生平

### 投入醫界

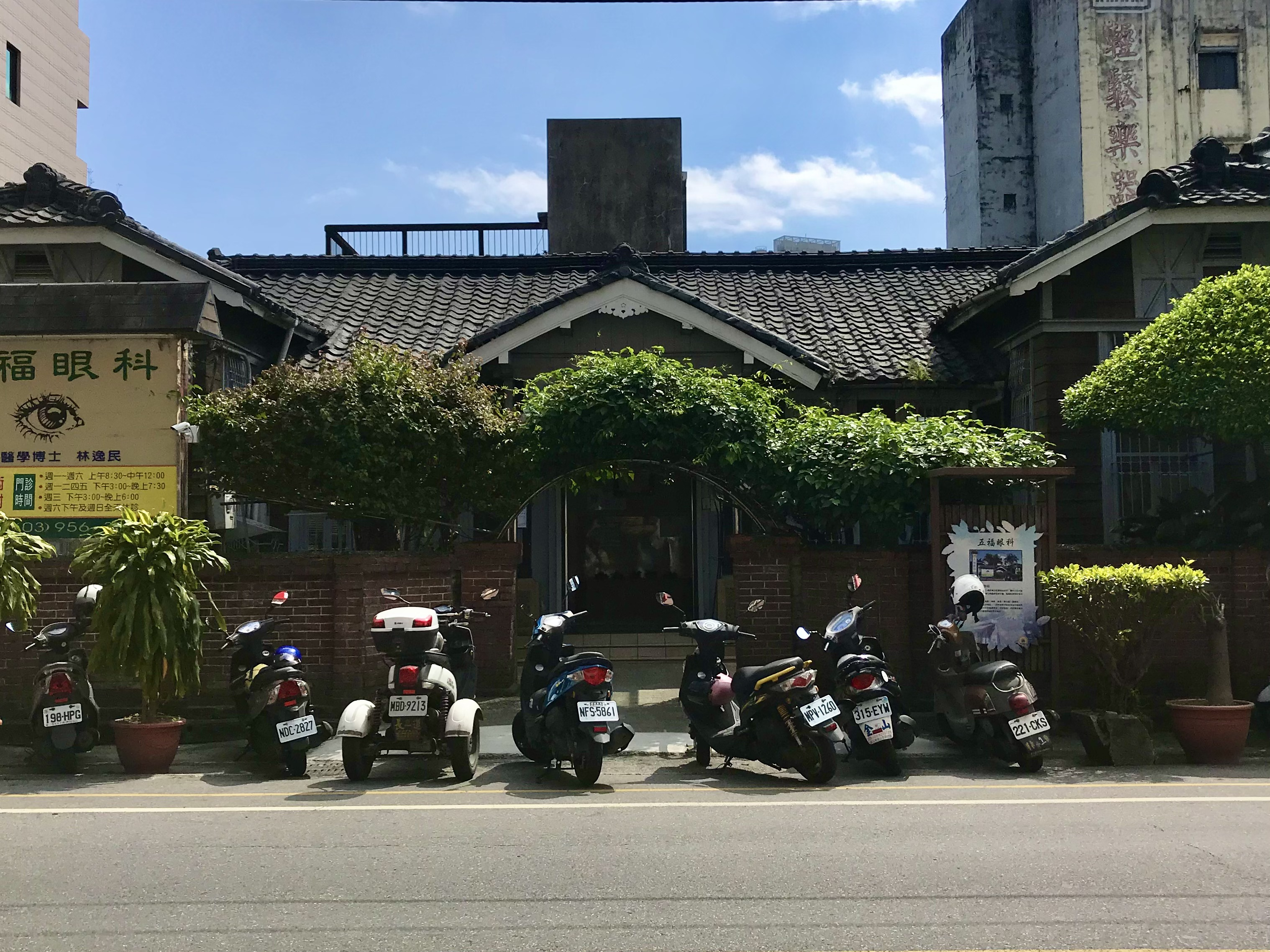
五福眼科診所

陳五福為1918年12月20日生在羅東，父親陳漢祥為基督教徒，因排行第五故由父親取名「五福」。
陳五福為基隆中學第五屆，高等學校畢業後考上農學系後決定重考，考上台北帝國大學醫學部第五屆。1943年畢業後，赴福島大學醫學院攻讀眼科博士。畢業後擔任臺北帝國大學醫學部附屬醫院住院醫生。陳五福後來回到家鄉，買下日本醫生清野滿正郎在1916年開設的清野病院開設五福眼科。診所秘書林惠蓮回憶，早期交通不發達時診所外常排滿等候病患的三輪車。1945年12月到羅東的工廠工作的外省人卜憶羊投稿，他當時眼疾由同事陳浩森弟弟陳五福治好，1946年元旦就特地去他家答謝。
1946年12月28日，陳五福與陳連年結婚，育三女二子。陳連年為牙醫，為三峽老街救生醫院醫師陳文贊次女。日後除陳五福次女早逝外，長女等投身醫藥界。
陳五福歷經過二二八事件，他回憶自己的診所就被國軍搶劫過，到晚年時就積極投入二二八受難者的撫慰、平反工作。

### 創習藝所

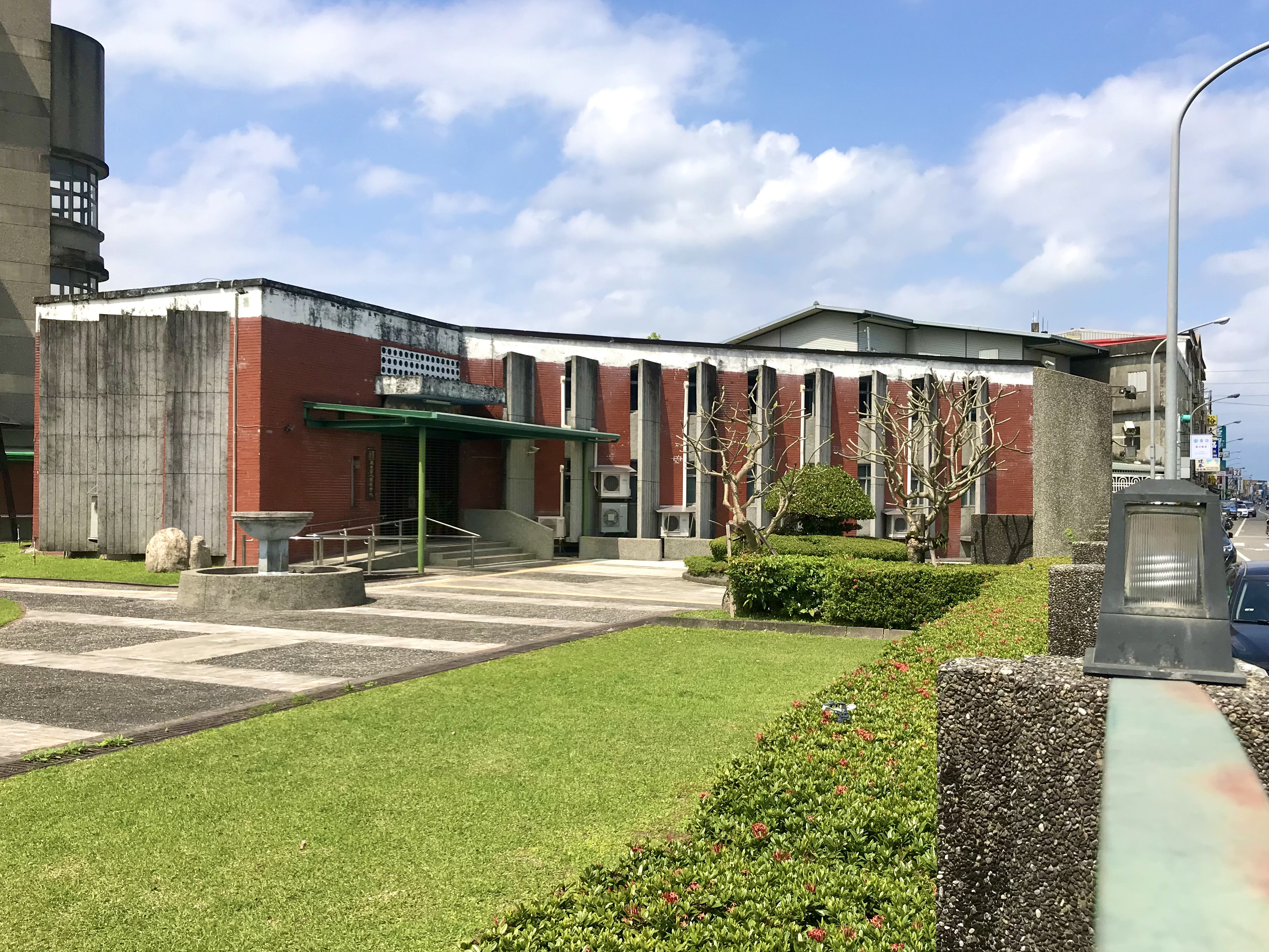
慕光盲人重建中心

五福診所裏，除了有基督教畫作、及十字架外，還有一幅史懷哲油畫像。當初陳五福讀到日本作家野村實寫的史懷哲傳記感動，開始與在非洲加彭共和國蘭巴倫行醫的史懷哲通信。因受史懷哲精神感召與鼓勵下，陳五福創辦提供盲人學習工作技能的技藝所。1959年3月創立時原名「慕光盲人習藝所」，次年改名「慕光盲人福利館」。習藝所免收所有學雜費，初級班著重生活適應訓練，高級班著重職業訓練。落成後，史懷哲也會寫信關心習藝所的進展，有時工作太忙，沒法親自寫信，就託他的私人秘書代筆。史懷哲去世後，他用過十字架木頭拆解分送給好友，陳五福也得部分。
陳五福說自己是眼科醫生，能知道盲者生活上的痛苦，曾想研究出一種小型雷達來裝到盲人額頭上，以方便盲人行走。後來陽明醫學院曾研究是否能在眼鏡加裝超音波，用在慕光盲人重建中心的盲生上。
陳五福妻子回憶，丈夫回家若充滿笑容，是因知道盲生學習進步，可是當他知道學生懶惰、抽煙、打架，便憂愁滿面。陳五福也會讓盲生智他開設的五福眼藥廠工作。由於對貧苦的病人，陳五福不但不收費，還幫忙解決困難，因此被稱「台灣史懷哲」的封號。如《聯合報》在1972年就報導為響應國民黨地方黨部的「及人之幼」運動，陳醫生替患有先天性白內障的三星鄉游姓四兄妹免費開刀。此外，陳五福也替台北市好生育幼院院長王子乾，代收孤兒棄嬰送該院撫育。
1972年10月12日，陳五福應中國國民黨邀請，代表該黨參與宜蘭縣長選舉。然而次月20日，他便以身體不佳為由，向國民黨宜蘭縣黨部表示退出。
1974年，慕光盲人福利館改名「慕光盲人重建中心」。陳五福獨資購地冬山鄉冬山路三段179號的1500坪土地作新址，1977年遷建到冬山鄉永美村省公路旁。半個世紀來，陳五福每月固定籌措三十五萬元，供慕光重建中心運作。

### 晚年生活
晚年，陳五福會到病房傳福音，並到偏遠地區義診，直至七十二歲才退休，診所交接給女婿林逸民。退休後，陳五福依然捐錢幫助盲人習藝。
1997年11月8日凌晨2點許，陳五福因肝癌病逝於羅東博愛醫院。12月20日上午，縣長劉守成在羅東基督長老教會追思禮拜上頒發褒揚令後，骨灰在下午安葬於瑞芳錫安山基督教信義墓園。

## 身後
2009年11月3日，慕光盲人重建中心五十周年慶，陳五福家族捐贈一個由五根鋼柱組成的鐘塔，象徵陳五福無私、奉獻、謙恭、關懷、助人的精神。當天，多位視障校友返校慶賀，蘇貞昌、呂國華、林聰賢等人也都出席致賀。

## 荣誉
1961年12月12日，陳五福在台北中山堂受好人好事表揚。1975年12月30日，他又在同地受好人好事表揚。
1985年4月3日，吳尊賢文教公益基金會公布陳五福等得第二屆吳尊賢愛心獎。1989年10月30日，吳三連文藝基金會公布陳五福得醫學獎。1994年1月24日晚，華視《掌聲響起一一溫馨系列》播出最後一集介紹陳五福、四一五口腔醫療小組、曹仲植等。1997年9月2日，陳五福獲總統李登輝頒三等景星勳章。

## 書籍
翻譯家曹永洋傳記文學著作《噶瑪蘭的燭光——陳五福醫師傳》為1994年出版，錄為有聲書籍十二卷外，另並轉為點字書籍。2019年，兒童文學工作者劉清彥所繪的《五福臨門——陳五福醫師的故事》繪本出版。